# Fear
Fear (lit. ‘Por’) és una pel·lícula estatunidenca del 1996 dirigida per James Foley i protagonitzada per Mark Wahlberg, Reese Witherspoon i William Petersen. La pel·lícula narra la vida de l'adolescent Nicole, i com es deixa arrossegar per les mentides d'en David. Va ser premiada amb el premi MTV Movie Awards el 1997 a la millor cançó per a pel·lícula.
La pel·lícula va ser en gran manera ridiculitzada pels crítics quan es va estrenar, però es va convertir en un èxit sorpresa a la primavera de 1996, amb una recaptació de 20 milions de dòlars a la taquilla dels Estats Units. Des d'aleshores, s'ha convertit en una pel·lícula de culte, alhora que va llançar l'estat d'ídol adolescent als seus dos joves protagonistes, Wahlberg i Witherspoon, que estaven vinculats romànticament en el moment de l'estrena de la pel·lícula. Wahlberg va ser nominat al MTV Movie Award for Best Villain. El propi productor de la pel·lícula, Brian Grazer, la va descriure com "Fatal Attraction per a adolescents".

## Argument
La Nicole (Reese Witherspoon) viu amb el seu pare, el seu germanastre i madrastra. De sobte, quan és amb la seva amiga Margot (Alyssa Milano), coneix en David (Mark Wahlberg) en una discoteca, des d'aquell dia comencen una truculenta relació amorosa. Al principi tot sembla anar rodat, però de mica en mica en David, arran de la gelosia i de la pèssima relació amb el pare de la Nicole, va canviant fins a esdevenir un malson per a ella i per a tota la seva família. Un dia descobreix en David quan li és infidel amb la seva millor amiga i se'n va espantada a casa. És aleshores que la Nicole entén la situació i decideix trencar amb en David, però ell mai no acceptarà aquesta decisió.

## Repartiment
- Mark Wahlberg
- Reese Witherspoon
- William Petersen
- Amy Brenneman
- Christopher Gray
- Tracy Fraim
- Gary Riley
- Jason Kristofer
- Jed Rees
- Todd Caldecott
- John Oliver
- David Fredericks
- Andrew Airlie